# Kanton Chambo
Der Kanton Chambo befindet sich in der Provinz Chimborazo zentral in Ecuador. Er besitzt eine Fläche von 163,7 km². Im Jahr 2020 lag die Einwohnerzahl schätzungsweise bei 13.400. Verwaltungssitz des Kantons ist die Kleinstadt Chambo mit 4459 Einwohnern (Stand 2010). Der Kanton Chambo wurde im Jahr 1988 eingerichtet.

## Lage
Der Kanton Chambo liegt im Nordosten der Provinz Chimborazo. Das Gebiet liegt an der Westflanke der Cordillera Real. Der Río Chambo fließt entlang der westlichen Kantonsgrenze nach Norden. Die Provinzhauptstadt Riobamba befindet sich knapp 10 km nordwestlich von Chambo. Im Osten reicht der Kanton bis zum 4711 m hohen Cubillín.  
Der Kanton Chambo grenzt im Süden, im Westen und im Norden an den Kanton Riobamba sowie im Osten an den Kanton Pablo Sexto der Provinz Morona Santiago.

## Verwaltungsgliederung
Der Kanton Chambo ist deckungsgleich mit der gleichnamigen Parroquia urbana („städtisches Kirchspiel“).